# Premio Nabokov
El Premio Nabokov (PEN/Nabokov Award) es un premio literario concedido anualmente desde el año 2016 por el PEN American Center a la trayectoria de un «autor vivo cuyo conjunto de obras, ya sea escritas o traducidas al inglés, representa el más alto nivel de logros en ficción, no ficción, poesía y/o teatro, y es de originalidad duradera y artesanía consumada.»
Una versión anterior del premio, otorgado bianualmente de 2000 a 2008, estaba abierta a escritores tanto estadounidenses como internacionales. Sin embargo, desde 2016, solo son elegibles los autores nacidos o que viven fuera de los Estados Unidos.
Lleva el nombre del novelista estadounidense Vladimir Nabokov y está financiado por una donación de la fundación homónima establecida por su hijo. El premio reconoce a los autores cuya producción es comparable en amplitud y profundidad a la de Nabokov. En 2009 el premio quedó inactivo. Sin embargo, siete años después, PEN America anunció que relanzaría el premio para honrar a los autores no estadounidenses. El Premio PEN/Nabokov por Logros en Literatura Internacional, como se llamó oficialmente, se presentó por primera vez en 2017. Al igual que con el premio anterior, son elegibles los autores vivos cuyo trabajo esté disponible en inglés o traducido al inglés. Las nominaciones y la evaluación son internas de PEN. Se adjunta un premio monetario, que en 2024 está fijado en 50.000 dólares. Entre los ganadores se encuentran William H. Gass, Mario Vargas Llosa, Mavis Gallant, Philip Roth o Cynthia Ozick.

## Ganadores

### Primera etapa
- 2000: William H. Gass.[3]
- 2002: Mario Vargas Llosa.[4]
- 2004: Mavis Gallant.[5]
- 2006: Philip Roth.[6]
- 2008: Cynthia Ozick.[7]

### Segunda etapa
Fuente: Página oficial del premio.
- 2017: Adonis.
- 2018: Edna O'Brien.
- 2019: Sandra Cisneros.
- 2020: M. NourbeSe Philip.
- 2021: Anne Carson.
- 2022: Ngũgĩ wa Thiong'o.
- 2023: Vinod Kumar Shukla.
- 2024: Maryse Condé.